# Estación de Arriate
Arriate es una estación de ferrocarril situada en la ciudad española de Arriate, en la provincia de Málaga, comunidad autónoma de Andalucía.

## Situación ferroviaria
Se encuentra en la línea férrea que une Bobadilla con Algeciras, pk 77,7 a 614 metros de altitud, entre las estaciones de Ronda y de Benaoján-Montejaque. El tramo es de via única y está electrificado.

## Historia
La estación fue puesta en servicio el 24 de noviembre de 1892 con la apertura del tramo Ronda-Jimena de la Frontera de la línea férrea que pretendía unir Bobadilla con Algeciras. Las obras corrieron a cargo de la compañía inglesa The Algeciras-Gibraltar Railway Cº. El 1 de octubre de 1913, la concesión de la línea fue traspasada a la Compañía de los Ferrocarriles Andaluces que la gestionó hasta que en 1941 se produjo la nacionalización del ferrocarril en España y se creó RENFE.
Desde el 31 de diciembre de 2004 Adif es la titular de las instalaciones ferroviarias.

## Servicios ferroviarios

### Media Distancia
La línea 70 Renfe enlaza la estación con Algeciras, Ronda y Antequera-Santa Ana.
| Línea MD | Trenes | Origen/Destino            |  | Destino/Origen |
| -------- | ------ | ------------------------- |  | -------------- |
| 70       | MD     | Antequera-Santa Ana Ronda |  | Algeciras      |